# Coppa Agostoni 1950
La Coppa Agostoni 1950, quinta edizione della corsa, si svolse il 18 ottobre 1950 su un percorso di 209 km. La vittoria fu appannaggio dell'italiano Giorgio Albani, che completò il percorso in 5h29'08", precedendo i connazionali Umberto Drei e Fiorenzo Crippa.

## Ordine d'arrivo (Top 10)
| Pos. | Corridore         | Squadra         | Tempo    |
| ---- | ----------------- | --------------- | -------- |
| 1    | Giorgio Albani    | Legnano-Pirelli | 5h29'08" |
| 2    | Umberto Drei      | Benotto         | s.t.     |
| 3    | Fiorenzo Crippa   | Bianchi-Ursus   | s.t.     |
| 4    | Donato Zampini    | Ganna-Superga   | s.t.     |
| 5    | Angelo Colinelli  | Mervil-Dunlop   | s.t.     |
| 6    | Edesio Di Camillo | Cistema Latina  | s.t.     |
| 7    | Marsilio Pinchi   | Nancia          | s.t.     |
| 8    | Franco Fanti      | Fréjus-Superga  | a 2'00"  |
| 9    | Donato Piazza     | Bianchi-Ursus   | s.t.     |
| 10   | Angelo Fumagalli  | Ganna-Superga   | s.t.     |